# Sitno (województwo pomorskie)
Sitno (kaszub. Sëtno) – wieś kaszubska w Polsce położona w województwie pomorskim, w powiecie kartuskim, w gminie Kartuzy. 
Wieś leży pomiędzy jeziorami Sitno, Karlikowskim oraz Głębokim przy trasie Żukowo-Kartuzy.
Wieś norbertanek żukowskich w województwie pomorskim w II połowie XVI wieku.  W latach 1975–1998 miejscowość położona była w województwie gdańskim.
Dojazd do wsi jest możliwy od strony Borkowa (ul. Karlikowska) oraz Borowa (ulica Jeziorna). 
W obu przypadkach dojazd obywa się drogą oznaczoną drogowskazem „Sitno 2”.